# 上毛拉茨
上毛拉茨，是匈牙利沃什州所辖的一个村，总面积17.44平方公里，总人口261，人口密度15.0人/平方公里（2010年1月1日）。